# Arvingar sökes
Arvingar sökes (engelska: The Laurel-Hardy Murder Case) är en amerikansk komedifilm med Helan och Halvan från 1930 regisserad av James Parrott.

## Handling
Helan och Halvan sitter på en brygga och fiskar. Då läser Helan i tidningen att samtliga anhöriga till den avlidne Ebenezer Laurel ska närvara på ett ställe där testamentet ska läsas upp, där troligtvis Halvan kommer att ärva tre miljoner.
När de anländer till huset får de reda på att Ebenezer Laurel blivit mördad, och inte nog med det. Ingen får lämna huset, vilket innebär att vännerna måste övernatta i ett mörkt sovrum. Men allt visar sig vara en dröm.

## Om filmen
Filmen, tillsammans med några delar ur duons tidigare film Helan och Halvan i sovkupé från 1929 har även spelats i versioner på tyska, spanska och franska, där Helan och Halvan själva talar de respektive språken. Den franska versionen med titeln Feu Mon Oncle har gått förlorad, medan den spanska versionen med titeln Noche de Duendes finns bevarad och har givits ut på DVD.
Den tyska versionen med titeln Spuk um Mitternacht ansågs länge vara förlorad fram till 2004 då en kopia återhittades i ett filmarkiv i Moskva, som dock var 31 minuter jämfört med filmens ursprungliga längd på 40 minuter. Denna version finns utgiven på DVD i Tyskland, tillsammans med den spanska versionen, den engelska originalversionen och kortfilmen Helan och Halvan i sovkupé.

### Svenska visningar
Filmen hade svensk premiär den 17 augusti 1931 på biografen Metropol-Palais i Stockholm. Filmen presenterades dock felaktigt i svenska tidningar som en långfilm, men fick trots missförståndet goda recensioner av svenska filmrecensenter och blev omtyckt av svensk publik.
Efter den ursprungliga premiären 1931 har filmen visats i Sverige flera gånger efteråt, dock under olika titlar. Bland dem finns Spökhuset, Helan och Halvan på spökjakt, Miljonarvet, Det spökar (1954) och Helan och Halvan som detektiver (1962). Vid biopremiären 1931 hade filmen åldergräns på 15 år, men är sedan 1971 barntillåten.

## Rollista (i urval)
- Stan Laurel – Stan (Halvan)
- Oliver Hardy – Ollie (Helan)
- Dell Henderson – hushållerskan
- Fred Kelsey – polischefen
- Frank Austin – butlern
- Bobby Burns – nervös hyresgäst
- Tiny Sandford – polisen
- Ham Kinsey – stand-in för Stan Laurel
- Cy Slocum – stand-in för Oliver Hardy[12]